# Arenal (distrito)
Arenal é um distrito do Peru, departamento de Piura, localizada na província de Paita.

## Transporte
O distrito de Arenal é servido pela seguinte rodovia:
- PI-101, que liga a cidade Paita ao distrito de Pariñas[1][2][3]